# Dead Ringers (miniserie)
Dead Ringers es una miniserie de televisión de suspense psicológico estadounidense desarrollada por Alice Birch. Se basa en la película del mismo nombre de 1988 de David Cronenberg, adaptada a su vez de la novela Twins de 1977 de Bari Wood y Jack Geasland. La serie se estrenó en Amazon Prime Video el 21 de abril de 2023.[2]

## Reparto y personajes

### Principales
- Rachel Weisz como Beverly y Elliot Mantle, gemelas ginecólogas. Estas son versiones de los personajes interpretados anteriormente por Jeremy Irons.
- Britne Oldford como Genevieve Cotard
- Poppy Liu como Greta
- Jennifer Ehle como Rebecca Parker
- Michael Chernus como Tom

### Recurrentes
- Jeremy Shamos como José
- Emily Meade como Susan Parker
- Natalie Woolams-Torres como Heather

### Invitados
- Susan Blommaert como Agnes
- Liza Fernández como Lenka
- Andrew Garman como líder del grupo de apoyo al duelo
- Suzanne Bertish como Linda
- Maryann Urbano como Sasha
- Aaron Dean Eisenberg como Jeremy
- Kevin R. McNally como Alan
- Tony Crane como Nick
- Michael McKean como Marion
- Ntare Guma Mbaho Mwine como Silas Jordan
- Erica Sweany como Florencia

#### Episodios
| N.º | Título   | Dirección                      | Guion                 | Fecha de emisión original |
| --- | -------- | ------------------------------ | --------------------- | ------------------------- |
| 1   | "Uno"    | Sean Durkin                    | Alice Birch           | 21 de abril de 2023       |
| 2   | "Dos"    | Sean Durkin                    | Ming Peiffer          | 21 de abril de 2023       |
| 3   | "Tres"   | Karena Evans                   | Rachel De-Lahay       | 21 de abril de 2023       |
| 4   | "Cuatro" | Lauren Wolkstein               | Miriam Battye         | 21 de abril de 2023       |
| 5   | "Cinco"  | Karyn Kusama                   | Susan Soon He Stanton | 21 de abril de 2023       |
| 6   | "Seis"   | Sean Durkin & Lauren Wolkstein | Alice Birch           | 21 de abril de 2023       |

## Producción

### Desarrollo
En agosto de 2020, se anunció que Amazon Prime Video había hecho un pedido directo a serie para una serie de televisión basada en la película de 1988 de David Cronenberg, Dead Ringers, con Annapurna Television lista para producir, y Alice Birch lista para servir como escritora principal y productora ejecutiva. Sean Durkin, Lauren Wolkstein y Karyn Kusama dirigirán episodios de la serie.

### Reparto
Tras el anuncio inicial, se reveló que Rachel Weisz protagonizaría la serie. En julio de 2021, se anunció que Michael Chernus se había unido al elenco como actor habitual de la serie. En agosto de 2021, se anunció  Poppy Liu y Britne Oldford se habían unido al elenco como regulares de la serie, con Jeremy Shamos, Jennifer Ehle y Emily Meade programados para repetirse.

### Filmando
La fotografía principal comenzó en agosto de 2021, en la ciudad de Nueva York.

## Recepción
La serie tuvo su estreno mundial en 2023 Canneseries el 15 de abril, compitiendo en la competencia Long Form. Los seis episodios de la serie se lanzaron el 21 de abril de 2023.
En el sitio web del agregador de reseñas Rotten Tomatoes, el 86% de las 76 reseñas de los críticos son positivas, con una calificación promedio de 7.8/10. El consenso del sitio web dice: "Si Dead Ringers no maneja una cuchilla tan cortante como el enfriador original de David Cronenberg, tampoco es una pálida imitación, gracias a Rachel Weisz que organiza una clínica en duplicidad de doppelgänger". Metacritic, que usa un promedio ponderado, se le asignó una puntuación de 79 sobre 100 basada en 24 críticos, lo que indica "críticas generalmente favorables".